# 京都府立堂本印象美術館
京都府立堂本印象美術館（きょうとふりつどうもといんしょうびじゅつかん）は、京都府京都市北区にある美術館。

## 概要
1966年（昭和41年）、日本画家堂本印象が自らの作品を展示するために設立した美術館で、その斬新な外観は堂本印象自らのデザインによる。きぬかけの路沿道の立命館大学衣笠キャンパス正門前に位置し、豊かな自然と多くの名刹に囲まれている。
美術館と所蔵作品は1991年（平成3年）に京都府へ寄贈され、京都府立堂本印象美術館となった。指定管理者制度の導入により、2006年6月から学校法人立命館が指定管理者として美術館の管理・運営を行っていたが2012年3月で終了した。2012年4月から財団法人京都文化財団（2013年4月に公益財団法人京都文化財団へ移行）が指定管理者となった。

## 周辺
- 立命館大学
- 金閣寺
- 龍安寺